# Tíz fenyegetés

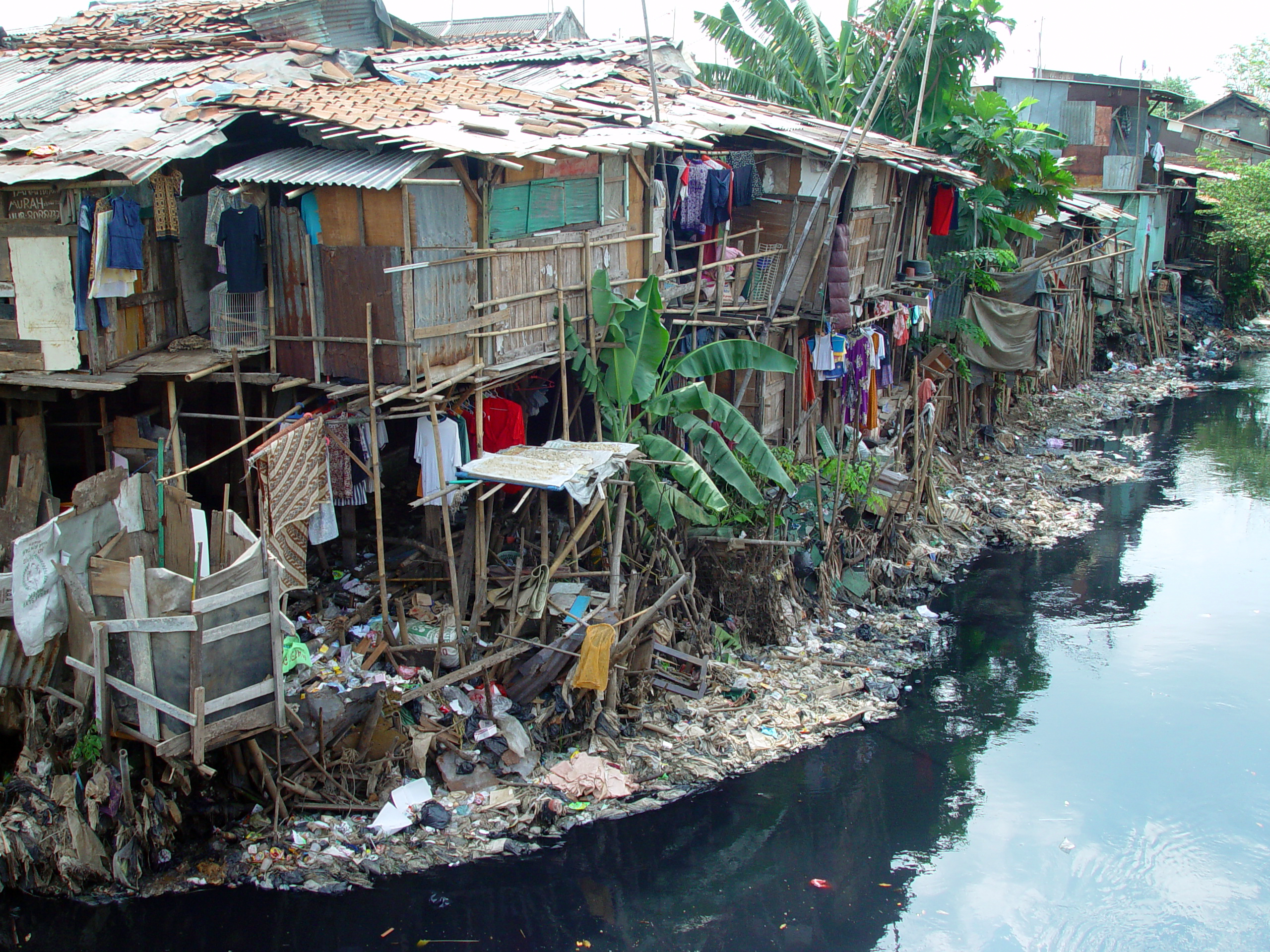
A nyomor más veszélyek forrása is, kapcsolódik hozzá pl. a járványok és a környezetpusztítás veszélye.

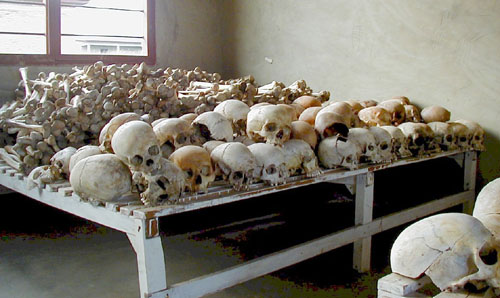
A ruandai népirtás (1994) tárgyi emlékei.

Az emberiséget fenyegető legfontosabb tíz fenyegetés listája az Egyesült Nemzetek Szervezetének Legfontosabb Fenyegetések Munkacsoportja szerint (fontossági sorrendben):
1. Nyomor,
2. Fertőző betegségek,
3. Környezet pusztulása,
4. Államközi háborúk,
5. Polgárháborúk,
6. Népirtás,
7. Más atrocitások, pl. a nők és gyermekek kereskedelme szexuális rabszolgaság vagy szervkereskedelem céljából,
8. Tömegpusztító fegyverek (nukleáris fegyverek, vegyi fegyverek és biológiai fegyverek elterjedése),
9. Terrorizmus,
10. Nemzetközi szervezett bűnözés.